# Ceaux-en-Loudun
 Ceaux-en-Loudun  es una comuna y población de Francia situada en la región de Poitou-Charentes, departamento de Vienne, en el distrito de Châtellerault y cantón de Loudun.
Su población en el censo de 1999 era de 579 habitantes.
Está integrada en la Communauté de communes du Pays Loudunais .

## Demografía
| 753 | 648 | 589 | 584 | 596 | 579 |
| Para los censos de 1962 a 1999 la población legal corresponde a la población sin duplicidades (Fuente: INSEE [Consultar]) |     |     |     |     |     |